# Cari amici miei
Cari amici miei è stato un programma televisivo italiano andato in onda su Italia 1 per due puntate, trasmesse in prima serata rispettivamente il 21 febbraio e il 12 giugno 2001. Il format, ideato da Paolo Bonolis e Stefano Magnaghi, è stato successivamente acquistato dalla rete televisiva francese TF1, che l'ha riproposto con il titolo Devine qui vient dîner?.

## La trasmissione
Il programma, di genere reality show è nato a pochi mesi dalla prima edizione italiana del Grande Fratello, era basato sull'incontro di un gruppo di personaggi noti ad una cena in un appartamento, allestito in una villa alle porte di Roma, in via Tor Pagnotta, nel quale erano state collocate delle telecamere fisse che riprendevano tutto ciò che succedeva durante la serata. I personaggi potevano quindi trascorrere una serata parlando di qualsiasi argomento, spesso stimolati dall'ingresso nella sala da pranzo di personaggi bizzarri (come ad esempio un visagista, un maestro di yoga, un ballerino di flamenco, un venditore di biancheria intima) che proponevano nuove tematiche di discussione.
Ne sono state realizzate due puntate, trasmesse a pochi mesi di distanza l'una dall'altra nella prima serata di Italia 1; la prima puntata, andata in onda il 21 febbraio 2001, aveva come protagonisti Maurizio Costanzo, Emilio Fede, Paolo Bonolis (ideatore del format insieme a Stefano Magnaghi) e Pino Insegno, mentre una "controparte" femminile composta da Simona Ventura, Maria De Filippi, Iva Zanicchi, Luciana Littizzetto e Manuela Arcuri è stata proposta il 12 giugno 2001.
La trasmissione non prevedeva una conduzione, trattandosi di un montaggio dei momenti salienti delle due cene.

### Accoglienza e successo
La trasmissione ottenne un buon successo di pubblico nella prima puntata, totalizzando 3.202.000 telespettatori pari a uno share dell'11,54%, che portò quindi alla decisione di realizzare una seconda puntata, trasmessa nel mese di giugno, che ottenne un successo di pubblico ancora maggiore: 3.351.000 telespettatori, pari al 13,92% di share.

## Esportazione del format
Il format fu acquistato dalla televisione francese TF1, che lo ripropose nella fascia della seconda serata con il titolo Devine qui vient diner?. Il programma arrivò in finale al Festival Internazionale della Televisione di Montreaux, con il titolo tradotto "My Dear Friends".